# Mîciv, Hoșcea
Mîciv (în ucraineană Мичів) este un sat în comuna Maleatîn din raionul Hoșcea, regiunea Rivne, Ucraina.

## Demografie
Componența lingvistică a localității Mîciv
     Ucraineană (100%)
Conform recensământului din 2001, toată populația localității Mîciv era vorbitoare de ucraineană (100%).